# Smyra tatosoma
Smyra tatosoma là một loài bướm đêm trong họ Erebidae.